# Girolamo Maria da Caltanissetta

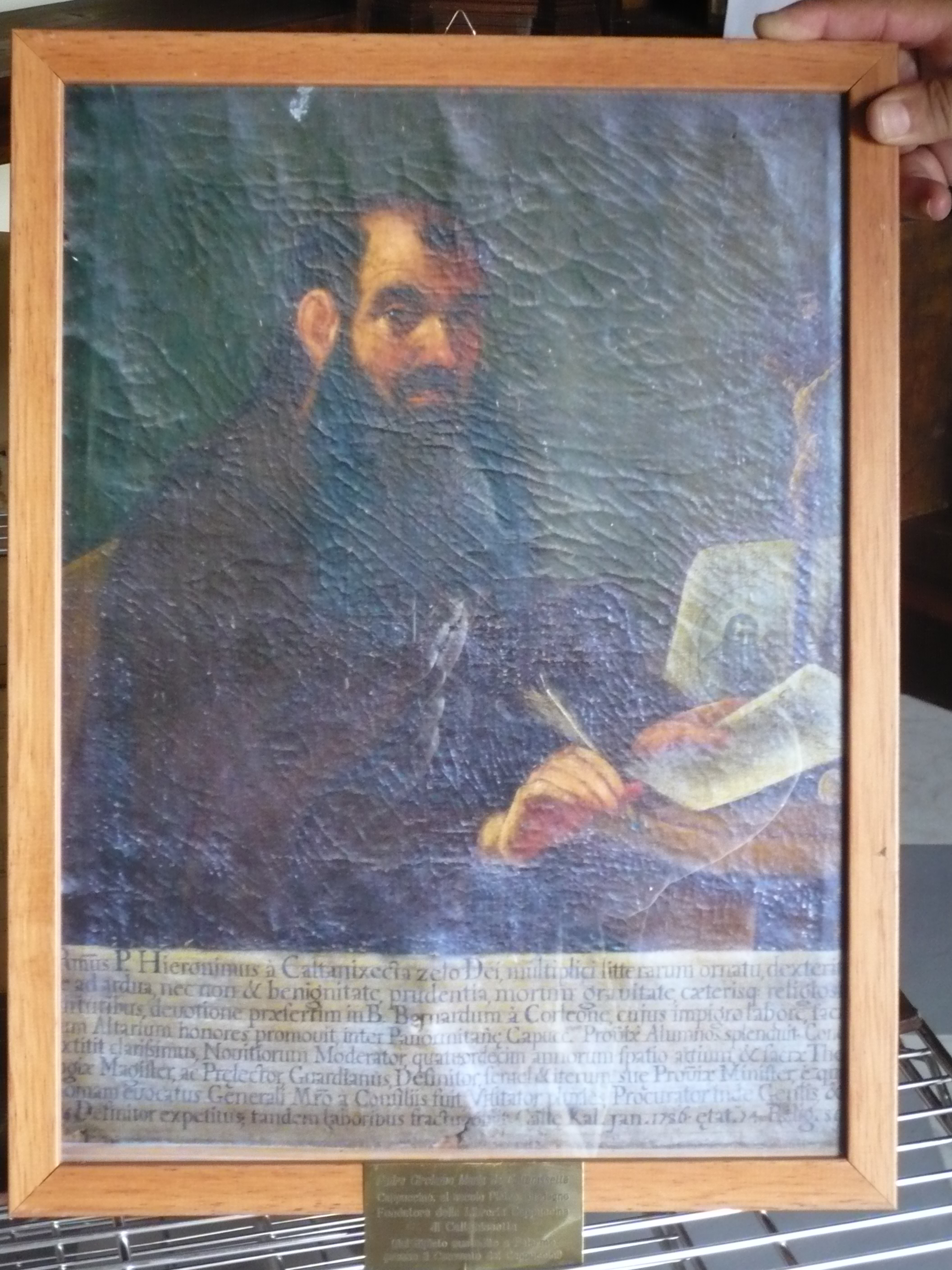
Frate Girolamo Maria da Caltanissetta al secolo Pietro Guadagno

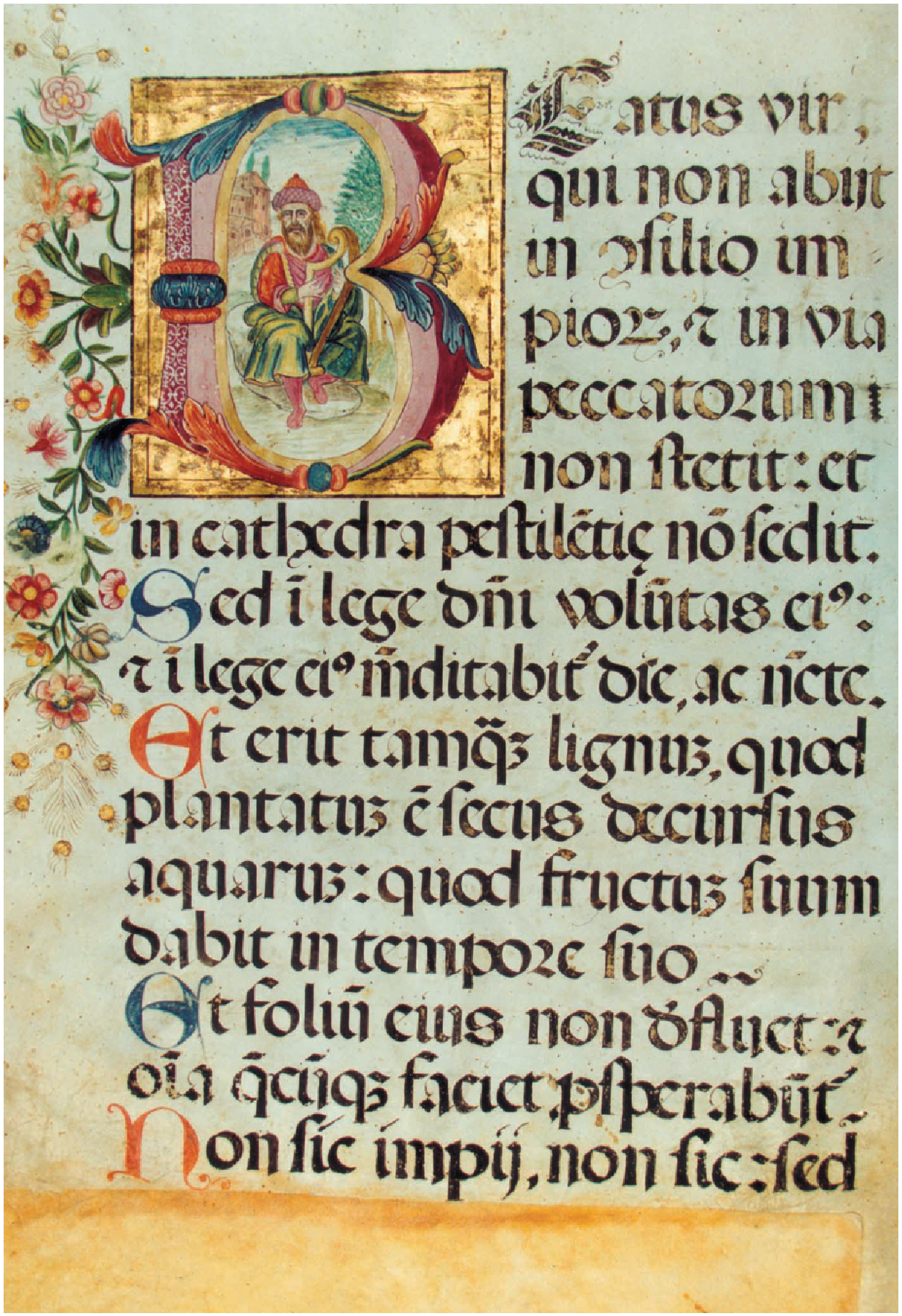
Esempio di salterio diurno miniato del sec. XVII già presente nella Biblioteca Scarabelli di Caltanissetta, rubato nel 2010 proveniente dal Convento dei Cappuccini in contrada Pigna a Caltanissetta

Preziosa Biblia Polyglotta, aedidit Brianus Waltonius, Londini, MDLXVII (proviene dal Convento dei Cappuccini)

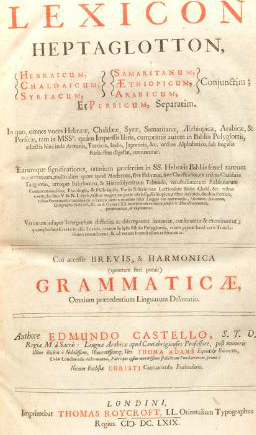
Lexicon Heptaglotton Hebraicum, Chaldaicum, Syriacum, Samaritanum, Aethiopicum, Arabicum, et Persicum - Londra 1669)

(Anonimo, Iscrizione in onore di Frate Girolamo Maria)
Padre Girolamo Maria da Caltanissetta, al secolo Pietro Guadagno (Caltanissetta, 10 marzo 1712 – Caltanissetta, 1º gennaio 1786), è stato un presbitero italiano appartenente all'Ordine dei Frati Minori Cappuccini; è stato prima Ministro Provinciale, poi Consultore, Commissario, Procuratore, Definitore e Vicario Generale dell'Ordine durante il pontificato di Clemente XIII prima e poi di Clemente XIV.

## Biografia
Il personaggio fu un frate cappuccino che scalò rapidamente le gerarchie ecclesiali dell'epoca in virtù delle doti di equilibrio e saggezza che lo caratterizzavano.
- Nel 1727 entra in convento, all'età di 15 anni, come novizio.
- Nel 742 fu lettore nel convento di Castelvetrano,
- Nel 1744 e 1746 in quello di San Cataldo.
- Nel 1747 e 1749 maestro dei novizi nel convento di Caltanissetta.
- Nel 1752 fu lettore a Monreale.
- Nel 1753 fu eletto provinciale della provincia di Palermo.
- Nel 1754 fu eletto consultore generale al 49º capitolo generale di Roma.
- Nel 1756 fu eletto consultore e commissario generale.
- Nel 1759 fu eletto di nuovo provinciale.
- Nel 50º capitolo generale dell'ordine venne designato Procuratore di Corte e 5° definitore generale, godendo della piena fiducia dei papi Clemente XIII e Clemente XIV.
- Nel 1769 ritornò in Sicilia per meglio curarsi.
- Il 1º gennaio 1786 morì, dopo breve agonia come raccontano le cronache dell'epoca; fu il padre domenicano Tommaso Anzalone a tesserne l'elogio funebre e lo storico Luciano Aurelio Barile a scrivere le iscrizioni funerarie.

## Attività di bibliofilo
È stato il fondatore della prima grande biblioteca cappuccina a Caltanissetta ed in Sicilia. Biblioteca di altissimo valore per la qualità e la numerosità dei testi posseduti grazie alla sua operosa ricerca negli anni.
Ottenne dai papi (Clemente XIII e Clemente XIV), con cui per compiti di ufficio era a stretto contatto, la dispensa a comperare testi con i soldi delle questue. Questo gli permise, operando per molti anni a Roma, di acquisire importanti fondi librari di nobili e prelati deceduti. Collezioni che spedì regolarmente a Caltanissetta al "suo" convento, facendo costruire una preziosa libreria capace di contenerli. questa libreria è oggi posseduta dalla Biblioteca Scarabelli dove tutte le opere sono confluite dopo l'unità d'Italia.
Si valuta che raccolse in tutta la sua vita, di appassionato bibliofilo, più di 6400 volumi, suddivisi in 17 sezioni secondo un ordine alfabetico:
Tra le opere più preziose che egli raccolse va ricordata la Bibbia Poliglotta di Walton o Bibbia Poliglotta Londinese, la più ricca fra le Bibbie poliglotte, stampata a Londra tra il 1654 e il 1657; con l'annesso "Lexicon Heptaglotton Hebraicum, Chaldaicum, Syriacum, Samaritanum, Aethiopicum, Arabicum, et Persicum" di Edmund Castell, pubblicato nel 1669 a completamento della stessa Bibbia poliglotta.
Degli iniziali 6400 volumi, della biblioteca dei cappuccini, solo 4433 confluirono nella costruenda Biblioteca comunale di Caltanissetta poi Scarabelli, diventando il corpo di libri antichi più importante e prestigioso della attuale Biblioteca Scarabelli. Ciò malgrado gli ampi trafugamenti e sparizioni varie di questi volumi prima e dopo il trasferimento alla Scarabelli.
Insolitamente per una biblioteca conventuale dell'epoca erano presenti testi profani di notevole pregio e in qualche caso anche testi messi all'Index Librorum Prohibitorum dalla Sacra congregazione dell'Indice, su mandato del Sant'Uffizio.
In quegli anni, fino all'unità d'Italia, la biblioteca dei cappuccini da lui voluta diventò un luogo di erudizione, non solo per i frati e il clero, ma anche per i laici del territorio lontani dai centri di istruzione superiore di Palermo, Catania, Siracusa, Trapani e Girgenti.